# Antiquarium Domenico Ryolo
L'Antiquarium archeologico di Milazzo, dedicato allo studioso Domenico Ryolo, è stato realizzato e inaugurato nel 2010 all'interno di un locale prestigioso: l'ala est del Quartiere degli Spagnoli, lungo la via G.B. Impallomeni. 
L'Antiquarium propone una lettura complessiva dei dati forniti dalla ricerca archeologica avviata a Milazzo nel secondo dopoguerra da Luigi Bernabò Brea, Madeleine Cavalier e Domenico Ryolo, proseguita negli anni Settanta da Giuseppe Voza e dalla fine degli anni Ottanta ad oggi dalla Soprintendenza Beni Culturali di Messina. 
L'intero percorso è scandito lungo la linea del tempo, ordinato con rigida successione che vede la documentazione materiale del mondo dei vivi (abitato) alternarsi a quella del mondo dei morti (necropoli). In un continuum che va dall'età preistorica a quella bizantina, i reperti esposti (1267 oggetti, dislocati in 10 sale) diventano strumenti per narrare la storia della città. Una storia senza soluzione di continuità, ininterrotta, come in tutti i centri a continuità di vita.

## Galleria d'immagini

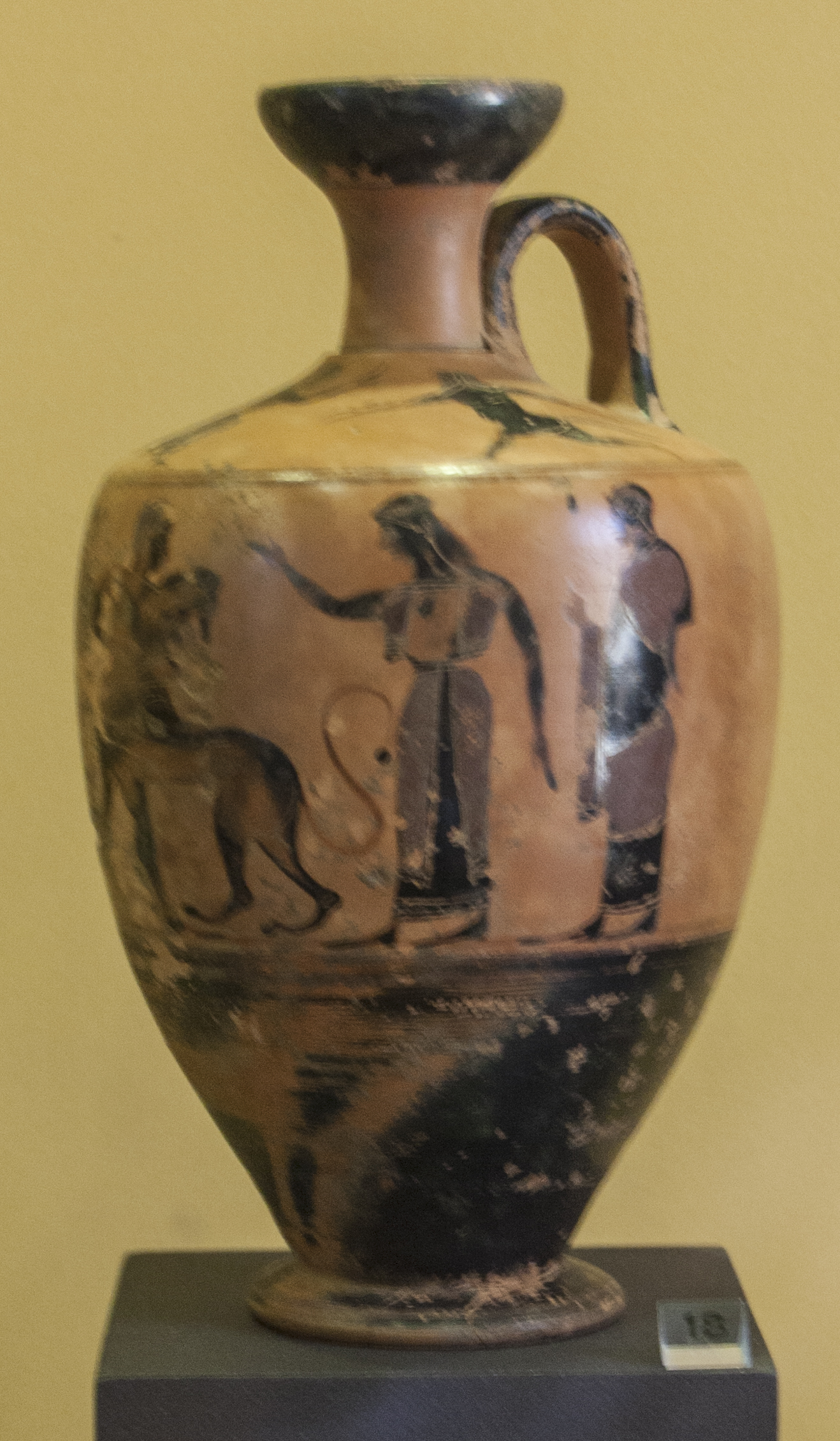
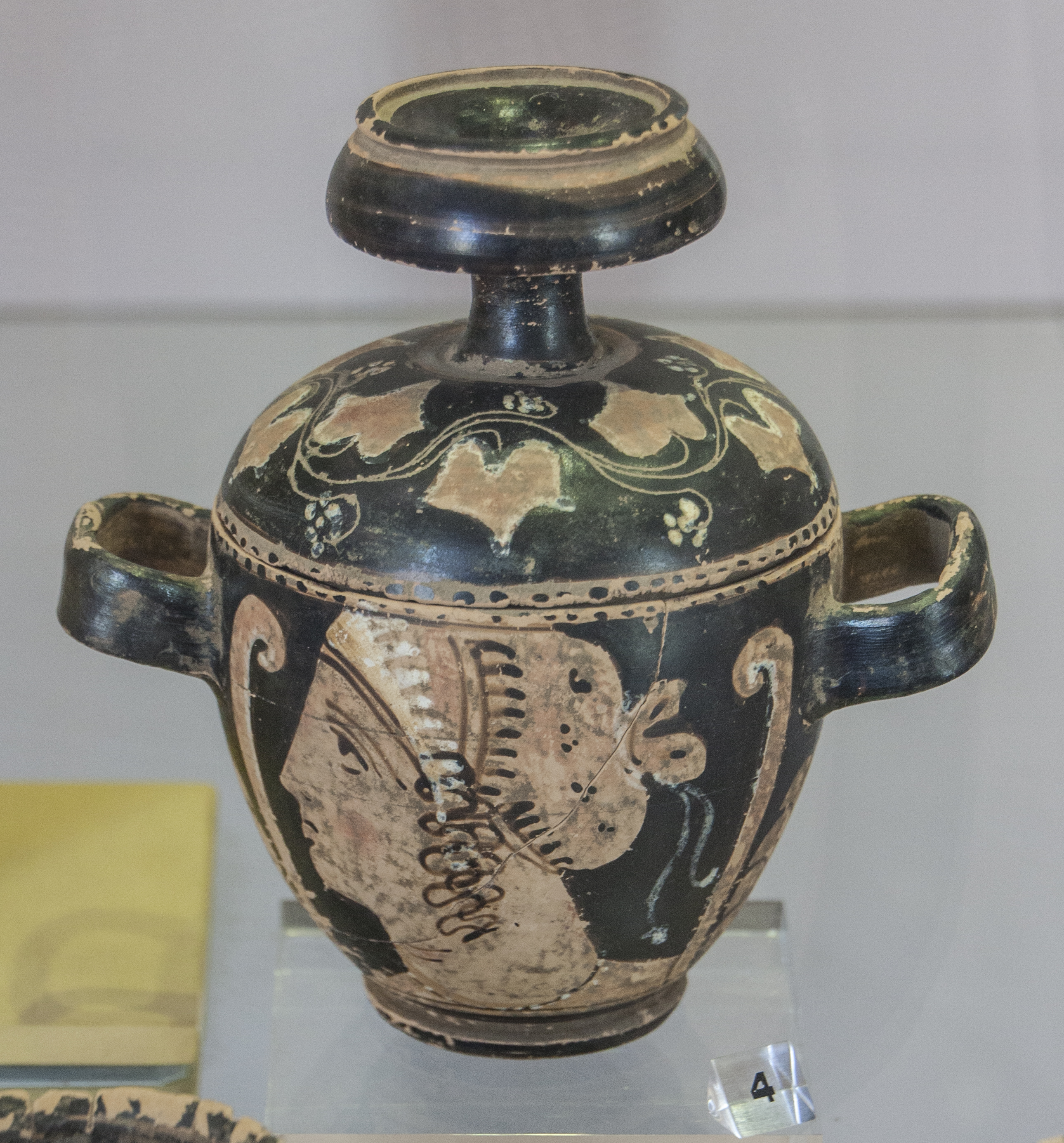
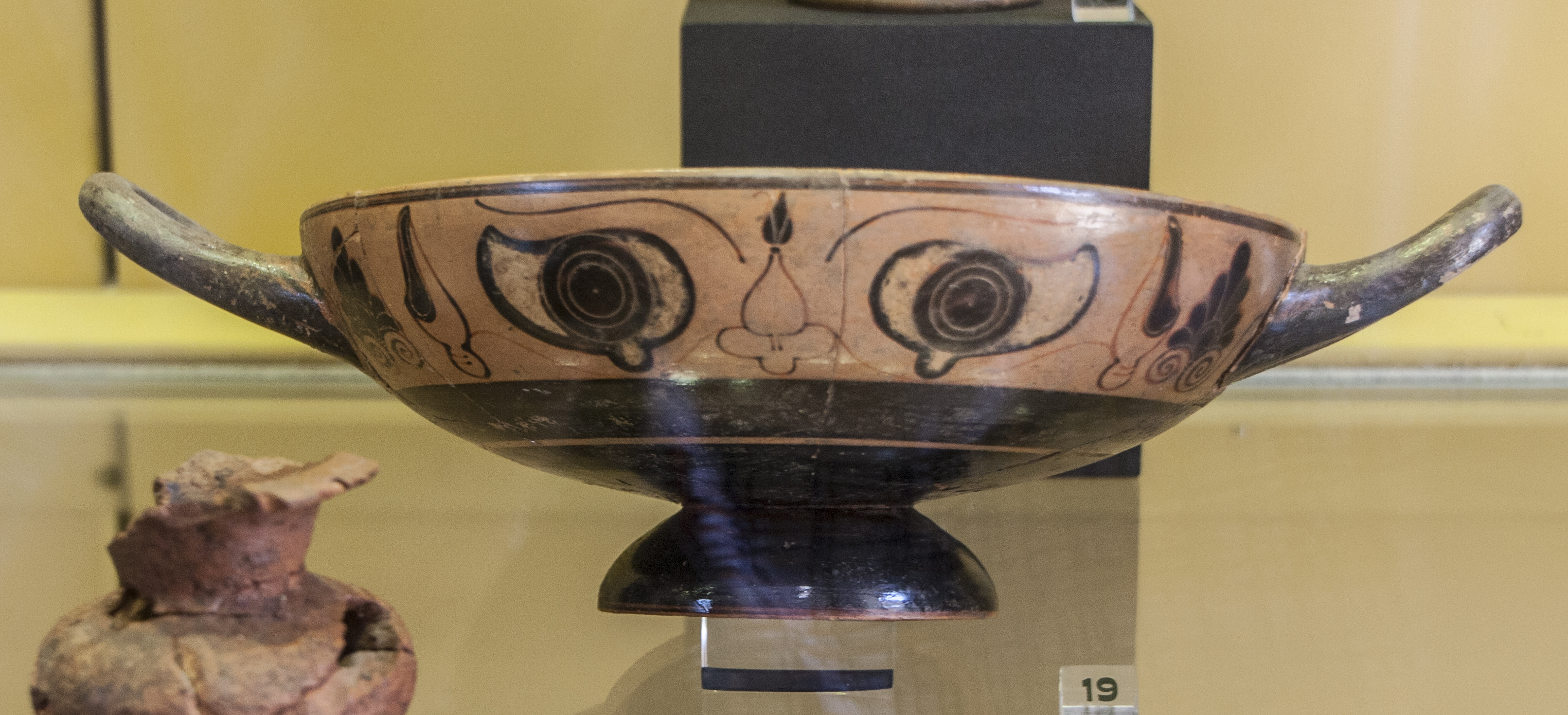
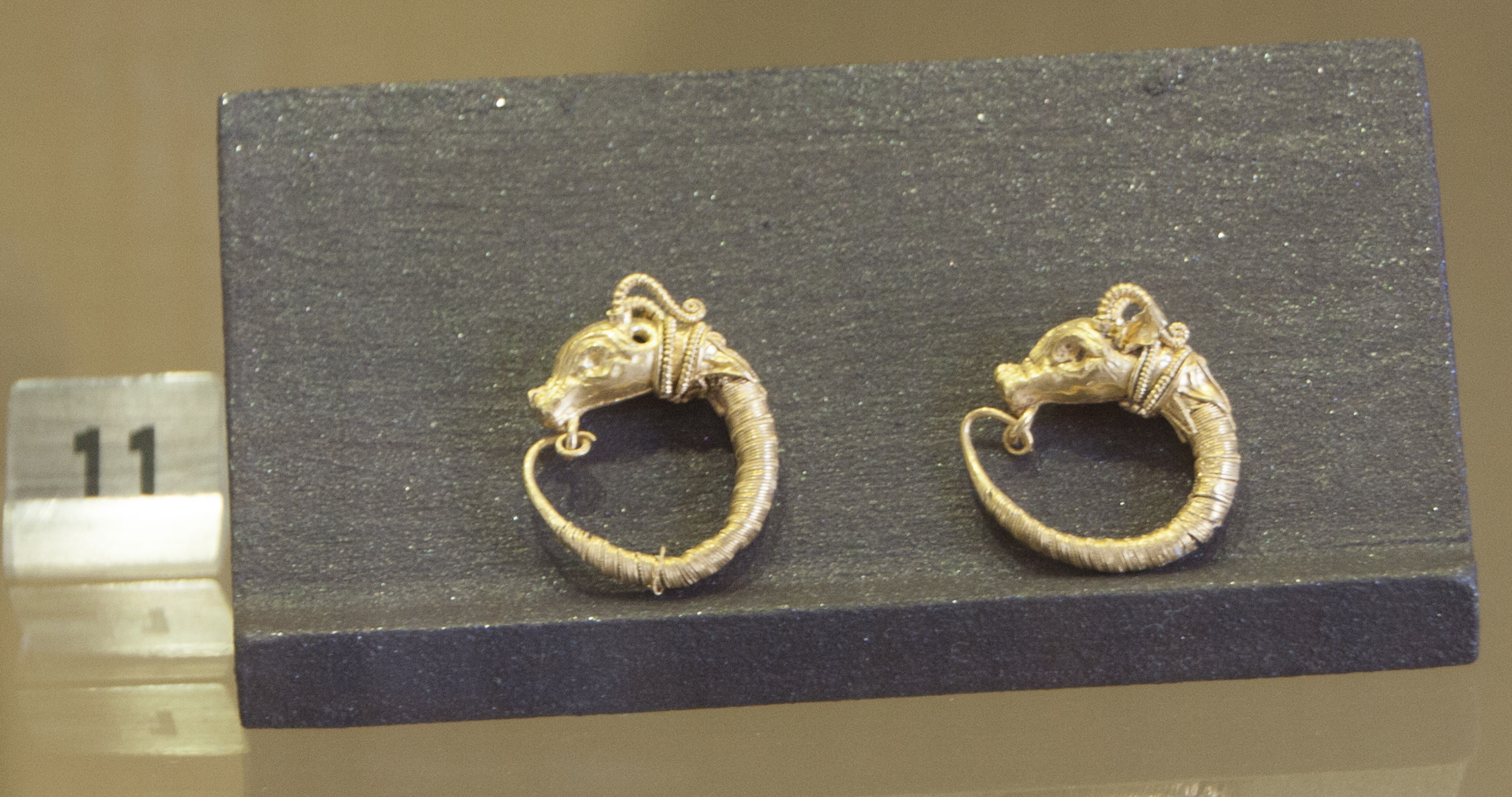
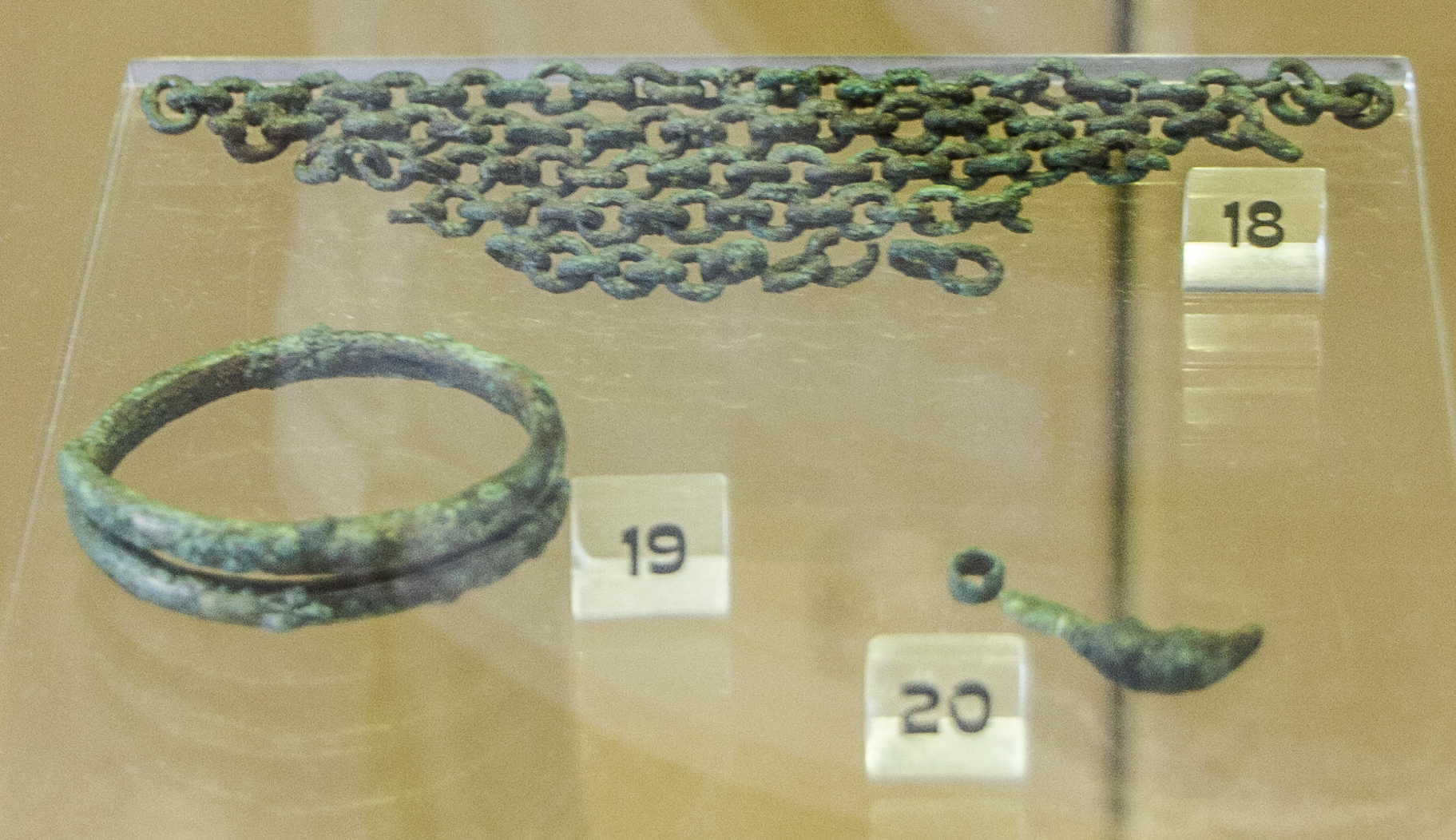
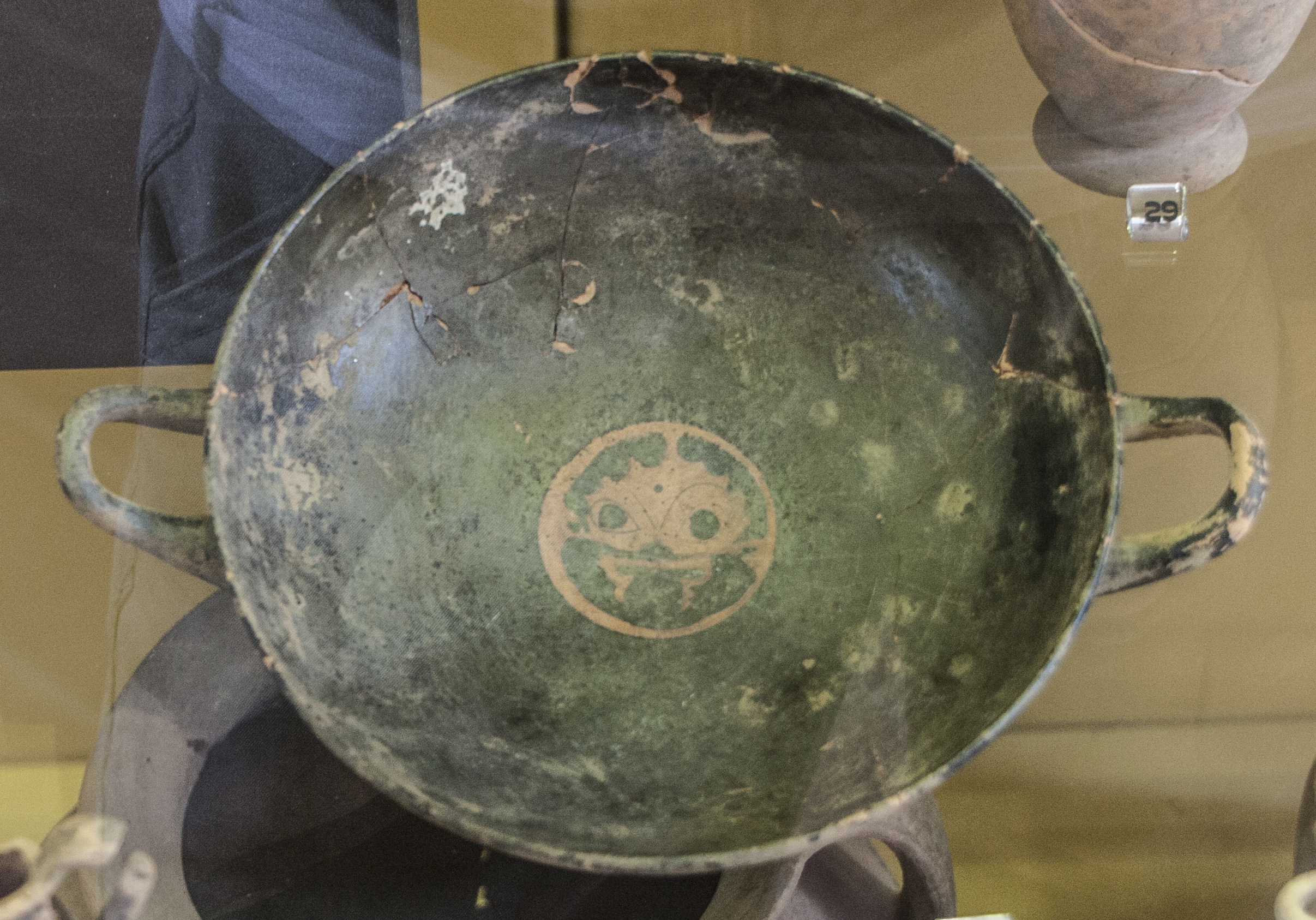